# 木村四郎
木村 四郎（きむら しろう、1950年10月21日 - ）は、日本の男性俳優。かつては、劇団俳優座に所属していた。

## 来歴
香川県高松市生まれ。3歳の時に高松を離れる。
桐朋学園芸術短期大学芸術科演芸専攻卒業後、俳優座に入団。

## 出演作品

### テレビドラマ
- 同心部屋御用帳 江戸の旋風（1975年 - 1976年） - 日下兵馬
- 太陽にほえろ! 第251話「辞表」（1977年） - 井沢保
- 破れ新九郎 第21話「殺しの報酬は殺し」（1979年） - 森川権三郎
- 大空港 第60話「襲撃! 空港特捜車を爆破しろ!!」（1979年、CX） - 吉村博
- 帝銀事件 大量殺人・獄中32年の死刑囚（1980年、ANB）
- 御宿かわせみ（1980年）
- ハイカラさん（1982年） - 桐原次郎太
- Gメン'82 第8話「ジングルベルに踊る死体」（1982年） - 唐沢修治
- 海にかける虹〜山本五十六と日本海軍（1983年） - 古賀峯一
- 徳川家康（1983年） - 土井利勝
- 大奥 第1話「大奥誕生」（1983年） - 本多忠刻

### 映画
- 二百三高地（1980年） - 津野田是重
- 地震列島（1980年） - 川津の助手
- 海嶺（1983年） - 利七
- 陽暉楼（1983年） - 吉田徳次